# Вьетнамско-русская практическая транскрипция
Для передачи вьетнамских имён собственных и непереводимых реалий в русском языке используются унифицированные правила практической транскрипции. Наиболее подробная версия этих правил была разработана Центральным научно-исследовательским институтом геодезии, аэросъёмки и картографии (ЦНИИГАиК), утверждена ГУГК СССР и издана в 1973 году.

## Региональные особенности
Фонология разных диалектов вьетнамского языка существенно отличается друг от друга. Наиболее влиятельными являются ханойская (север) и хошиминская (сайгонская, юг) произносительные нормы. Однако для правил русско-вьетнамской транскрипции используется в основном северо-центральное произношение, в котором различается наибольшее количество согласных фонем.

## Правила передачи
Один подстрочный и четыре надстрочных знака, обозначающие тоны (. , ` , ´ , ̉ , ˜), при транскрипции кириллицей не передаются.
Ниже в таблице даётся северо-центральное произношение, через косую черту — варианты для северо-центрального и северного (ханойского) произношения. Через тильду даются варианты записи (нотации) одного звука.
| Орфография | Произношение                                                      | Передача по-русски |
| ---------- | ----------------------------------------------------------------- | --- |
| a          | [aː]                                                              | a |
| ă          | [ɐ]                                                               | a: Bắc Cạn — Баккан |
| â          | [ɜ~ʌ]                                                             | а |
| ây         | [əɪ̯]                                                              | эй — в слоге tây: Tây Ninh — Тэйнинь                                                                                                 |
| ây         | [əɪ̯]                                                              | ей — в слоге plây: Plây Cu — Плейку                                                                                                  |
| ây         | [əɪ̯]                                                              | ай — в остальных слогах: Châu Mây — Тяумай                                                                                           |
| b          | [ɓ]                                                               | б |
| c          | [k]                                                               | к |
| ch         | [c~tɕ]                                                            | ть — перед ư: Chư Nam — Тьынам |
| ch         | [c~tɕ]                                                            | т — перед остальными гласными (которые записываются как я, е, ё, и, ю): An Châu — Антяу, Chơ Bờ — Тёбо, Chiêc — Тьек, Chich — Тить   |
| ch         | [c] / [k]                                                         | ть — на конце слогов: Rạch Giá — Ратьзя                                                                                              |
| d          | [ɟ] / [z̪]                                                         | з: Hải Dương — Хайзыонг |
| d          | [d]                                                               | д — в названиях, происходящих не из вьетнамского языка: Da (стиенг «река») — Да, Dak (мнонг. «река, озеро») — Дак                    |
| đ          | [ɗ]                                                               | д |
| е          | [ɛ]                                                               | е — после согласной: Sông Be — Шонгбе                                                                                                |
| е          | [ɛ]                                                               | э — после гласной: En — Эн |
| ê          | [e]                                                               | е — после согласной и в сочетаниях iê и uyê: Yên Bái — Йенбай                                                                        |
| ê          | [e]                                                               | э — после гласной: Huê — Хюэ |
| f          | [f]                                                               | ф |
| g          | [ɣ]                                                               | г — кроме как перед i |
| gi         | [zi]                                                              | зи — если отдельный слог: Gi Lang — Зиланг                                                                                           |
| gi         | [z]                                                               | зь — перед гласными ê и ư: Giưa — Зьыа, Giêm Hô — Зьемхо                                                                             |
| gi         | [z]                                                               | з — перед остальными гласными (которые записываются как я, е, ё, ю): Gia Lai — Зялай, Giòng Riêng — Зёнгрьенг, Giep — Зеп            |
| gh         | [ɣ]                                                               | г |
| h          | [h]                                                               | х |
| i          | [i]                                                               | После согласных; между согласными и гласными, кроме ê; в слогах qui, hui, khui, thui — и: Bi Đup — Бидуп, Na Nhiu — Наниу,           |
| i          | [i]                                                               | й — после гласных, кроме ê: Hôi An — Хойан                                                                                           |
| i          | [i]                                                               | опускается — в сочетаниях типа g+i+X, где X любая гласная буква, кроме ê, ư: Giòng Riêng — Зёнгрьенг                                 |
| iê         | [iə]                                                              | ье: Điện Biên Phủ — Дьенбьенфу |
| k          | [k]                                                               | к |
| kh         | [x]                                                               | кх: Khánh Hòa — Кханьхоа |
| l          | [l]                                                               | л |
| m          | [m]                                                               | м |
| n          | [n]                                                               | н |
| ng         | [ŋ]                                                               | нг: Quảng Nam — Куангнам |
| ngh        | [ŋ]                                                               | нг: Nghệ An — Нгеан |
| nh         | [ɲ]                                                               | нь (=н+е, ё, и, ю, я): Vinh — Винь                                                                                                   |
| o          | [ɔ]                                                               | о — кроме как после ch, nh, gi |
| ô          | [o]                                                               | о — кроме как после ch, nh, gi |
| ơ          | [əː]                                                              | о кроме как после ch, nh, gi: Cần Thơ — Кантхо                                                                                       |
| p          | [p]                                                               | п (встречается в начале слога только в иноязычных словах): Đình Lap — Диньлап                                                        |
| ph         | [f]                                                               | ф: Phú Yên — Фуйен |
| q          | [k]                                                               | к: Qui Hâu — Куихау |
| r          | [z]                                                               | р: Rạch Giá — Ратьзя, Cam Ranh — Камрань                                                                                             |
| s          | [s]                                                               | ш: Sóc Trăng — Шокчанг, Sơn La — Шонла, Lạng Sơn — Лангшон                                                                           |
| t          | [t]                                                               | т: Tân An — Танан |
| th         | [tʰ]                                                              | тх: Phan Thiết — Фантхьет |
| tr         | [tʂ]                                                              | ч: Quảng Trị — Куангчи, Nha Trang — Нячанг                                                                                           |
| u          | [u]                                                               | ю — после ch, nh, gi, а также в сочетаниях uê, ui, uy, uyê, после h, kh, l, th, x: Huế — Хюэ, Nhu Quan — Нюкуан, Thui Phả — Тхюифа   |
| u          | [u]                                                               | у — в остальных случаях: Kon Tum — Контум, U Minh — Уминь                                                                            |
| ui         | [Cʷi]                                                             | юи после h, kh, th: Thui Phả — Тхюифа                                                                                                |
| ui         | [Cʷi]                                                             | юй после ch, nh, gi, l, x: Xui Vang — Сюйванг                                                                                        |
| ui         | [Cʷi]                                                             | уи в слоге qui/quy: Quy — Куи |
| ui         | [Cʷi]                                                             | уй в остальных случаях Bui Chu — Буйтю                                                                                               |
| uy         | [Cʷi]                                                             | юи — после ch, nh, gi, h, kh, l, th, x, в конце слога, оканчивающегося на согласную: Thanh Thuy — Тханьтхюи, Giuy Xuyen — Зюисюен    |
| uy         | [Cʷi]                                                             | уи — в остальных случаях: Quỳnh Lưu — Куиньлыу                                                                                       |
| uyê        |                                                                   | юе — после ch, h, nh, gi, l, x: Xuyên — Сюен                                                                                         |
| uyê        | уе — в остальных случаях: Thai Nguyên — Тхайнгуен; Nguyên — Нгуен | |
| ư          | [ɨ]                                                               | ы: Hải Dương — Хайзыонг |
| v          | [v]                                                               | в: Việt Nam — Вьетнам |
| x          | [s]                                                               | c: Đồng Xuân — Донгсуан, Long Xuyên — Лонгсюен                                                                                       |
| y          | [j] [i]                                                           | й — в начале слога, после гласных, кроме u: Yên Bái — Йенбай, Chợ Thây Yên — Тётхайен (стечение yy и iy передаётся одной буквой «й») |
| y          | [j] [i]                                                           | и — после согласных и в сочетании uy: Mỹ Tho — Митхо, Lý — Ли.                                                                       |
| y          | [j] [i]                                                           | не передаётся в сочетании uyê: Xuyên — Сюен                                                                                          |
| yê         |                                                                   | йе — в начале слога, кроме сочетания uyê                                                                                             |

## Имена собственные
Вьетнамские имена собственные в русском языке пишутся по определённым правилам.

### Географические названия
Географические названия пишутся в одно слово:
- Hồ Chí Minh — г. Хошимин
- Trường Sơn — Чыонгшон
- Phan Thiết — Фантхьет
- Mũi Né — Муйне

В географических названиях в русском языке «ударение условно ставится на последнем слоге»:
- Hà Nội — Хано́й
- Điện Biên Phủ — Дьенбьенфу́

### Личные имена
В личных именах каждая морфема пишется раздельно и с заглавной буквы:
- Hồ Chí Minh — Хо Ши Мин (правильно «Хо Ти Минь», однако используется устоявшееся написание)
- Bảo Đại — Бао Дай

Храмовые имена императоров пишутся с прописной буквы через дефис: например, Ле Тхань-тонг.